# Evangeliska folkpartiet
Evangeliska folkpartiet, de Evangelische Volkspartij (EVP) var ett nederländskt politiskt parti, bildat i mars 1981 genom samgående mellan den kristna gruppen Icke av bröd allena och Evangelische Progressieve Volkspartij.
1982 valdes Cathy Ubels in som partiets representant i parlamentets andra kammare.
Partiet hade 1983 sin största medlemstillslutning, med 2 820 medlemmar.

Därefter tappade partiet medlems- och väljarstöd, på grund av en konflikt mellan den grupp, kring J P Feddema, som ville radikalisera partiet i kommunistisk riktning och mer moderata grupper.
Den 1 mars 1989 gick EVP samman med Radikala politiska partiet, Pacifistiska socialistpartiet och Nederländernas kommunistiska parti och bildade det nya partiet Grön vänster.

## Valresultat
- 1981: 45 189 röster (0,52 %)
- 1982: 56 466 röster (0,69 %)
- 1986: 21 998 röster (0,24 %)